# Зелений Гай (Гурівська сільська громада)
Зелений Гай —  село в Україні, у Гурівській сільській громаді Кропивницького району Кіровоградської області. Населення становить 150 осіб.

## Населення
Згідно з переписом УРСР 1989 року чисельність наявного населення села становила 166 осіб, з яких 74 чоловіки та 92 жінки.
За переписом населення України 2001 року в селі мешкало 150 осіб.

### Мова
Розподіл населення за рідною мовою за даними перепису 2001 року:
| Мова       | Відсоток |
| ---------- | -------- |
| українська | 93,33 %  |
| російська  | 4,67 %   |
| білоруська | 0,67 %   |
| молдовська | 0,67 %   |
| інші       | 0,66 %   |